# Zebegény megállóhely
Zebegény megállóhely egy Pest vármegyei vasúti megállóhely Zebegény településen, a helyi önkormányzat üzemeltetésében. A község központjában helyezkedik el, közvetlenül a 12-es főút mellett.
A megállóhelyen jegypénztár működik, a közelében parkoló található.

## Története
Felvételi épülete az Osztrák-Magyar Államvasutak I. osztályú épület típustervei alapján készült. Sokáig állomási besorolással rendelkezett, 3 vágányos vasútállomás volt. 1994-ben építették át, megállóhellyé is abban az időben minősítették át.

## Vasútvonalak
A megállóhelyet az alábbi vasútvonalak érintik:
- Budapest–Szob-vasútvonal

## Kapcsolódó állomások
A megállóhelyhez az alábbi állomások vannak a legközelebb:
- Dömösi átkelés megállóhely (Budapest–Szob-vasútvonal)
- Szob alsó megállóhely (Budapest–Szob-vasútvonal)

## Megközelítés tömegközlekedéssel
- Elővárosi busz:  355

## Forgalom
| Járat                  | Útvonal | Gyakoriság                                                                                 |
| ---------------------- | --- | ------------------------------------------------------------------------------------------ |
| S70                    | Budapest-Nyugati – Rákosrendező – Istvántelek – Rákospalota-Újpest – Dunakeszi alsó – Dunakeszi – Dunakeszi-Gyártelep – Alsógöd – Göd – Felsőgöd – Sződ-Sződliget – Vác-Alsóváros – Vác (– Verőce – Kismaros – Nagymaros-Visegrád – Nagymaros – Zebegény – Szob alsó – Szob) | Csúcson kívül óránként, hétvégén éjszaka Szob felé is óránként                             |
| G70                    | Budapest-Nyugati – Rákosrendező – Rákospalota-Újpest – Dunakeszi – Dunakeszi-Gyártelep – Felsőgöd – Vác-Alsóváros – Vác – Verőce – Kismaros – Nagymaros-Visegrád – Nagymaros – Zebegény – Szob alsó – Szob | Munkanapokon csúcsidőben óránként, szombaton reggel 3 Budapest felé és hétvégén napi 2 pár |
| Z70                    | Budapest-Nyugati – Vác – Verőce – Kismaros – Nagymaros-Visegrád – Nagymaros – Zebegény – Szob alsó – Szob | Óránként                                                                                   |
| Jégmadár expresszvonat | Szob – Szob alsó – Zebegény – Nagymaros – Nagymaros-Visegrád – Kismaros – Verőce – Vác – Vác-Alsóváros – Felsőgöd – Dunakeszi-Gyártelep – Rákospalota-Újpest – Kőbánya felső – Budapest-Kelenföld – Velence – Székesfehérvár – Balatonaliga – Szabadisóstó – Szabadifürdő – Siófok – Balatonszéplak felső – Balatonszéplak alsó – Zamárdi felső – Zamárdi – Szántód – Balatonföldvár – Balatonszemes – Balatonlelle – Balatonboglár – Fonyódliget – Fonyód | Nyáron napi 1 pár                                                                          |